# 마이크 로버트슨 (스노보드 선수)
마이크 로버트슨(영어: Mike Robertson, 1985년 2월 26일~)은 캐나다의 전직 스노보드 선수이다. 2010년 동계 올림픽에서 남자 크로스 은메달을 획득했다.